# 슈체친 중앙역
슈체친 중앙역(폴란드어: Szczecin Główny)은 폴란드 서포모제주 슈체친에 있는 철도역이다. 이 역은 1843년 8월 15일에 문을 열었으며 슈체친의 중요 역이다.

## 역사
1836년, 베를린-슈체친선 건설을 위한 베를린 위원회가 설립되었다. 철도 노선은 1842년에 완공되었고, 1843년 8월 15일, 베를린에서 출발한 첫 기차가 이 역에 들어섰다. 당시 이 역은 베를린역이라고 불렸다. 이 노선은 베를린 슈테틴역에서 끝났고, 제2차 세계 대전 이후 베를린 북역으로 이름이 변경되었다. 이것이 포메라니아 철도의 시작이었다.
이 역은 또한 프로이센 요새인 프로이센 도시 요새를 해체하기 위한 초기 단계 역할을 했다. 1846년에 스타르가르트까지 철도 노선이 건설되었고(1848년까지 포즈난까지 연장됨) 이 노선은 역이 당시 종착역이었기 때문에 베를린 노선과 직각으로 교차했다. 1857년까지 철도는 슈체친을 거쳐 베를린에서 쾨니히스베르크까지 이어졌다.
1859년에 역은 확장되어 직행역으로 바뀌었다.
1900년경에 역 건물이 건설되었고, 2차 세계 대전의 피해 이후 보수와 재건축을 거쳐 오늘날까지 남아 있다.
1975년에서 1980년 사이에 슈체친 철도 교차로의 대부분이 전철화되었다. 공중 통로가 플랫폼으로 이어지고 지하 통로는 여전히 존재하지만 더 이상 승객이 이용할 수 없다.
역 주변 지역은 슈체친 철도국이 들어선 건물 단지로 이루어져 있다.